# Hiệu quả
Hiệu quả là khả năng tạo ra kết quả mong muốn hoặc khả năng sản xuất ra sản lượng mong muốn. Khi cái gì đó được coi là có hiệu quả, nó có nghĩa là nó có một kết quả mong muốn hoặc mong đợi, hoặc tạo ra một ấn tượng sâu sắc, sinh động.

## Sử dụng
Trong toán học, hiệu quả đôi khi được sử dụng như là một từ đồng nghĩa của thuật toán có thể tính toán được.
Trong lý thuyết vật lý, một lý thuyết có hiệu quả tương tự như lý thuyết hiện tượng học, một khuôn khổ nhằm giải thích các hiệu ứng nhất định mà không đòi hỏi lý thuyết đúng mô hình các quá trình cơ bản (không quan sát).
Trong quá trình truyền nhiệt, hiệu quả là thước đo hiệu năng của một bộ trao đổi nhiệt khi sử dụng phương pháp NTU.
Về mặt y học, hiệu quả liên quan đến việc điều trị hiệu quả trong thực tế như thế nào, đặc biệt là những thử nghiệm lâm sàng thực dụng, trái ngược với hiệu lực, đo lường hiệu quả của nó trong các thử nghiệm lâm sàng giải thích hay nghiên cứu phòng thí nghiệm.

Trong quản lý, hiệu quả liên quan đến nhận được đúng những điều đã thực hiện. Peter Drucker nhắc nhở chúng ta rằng "hiệu  quả có thể và phải được học".
Trong tương tác giữa con người và máy tính, hiệu quả (effectiveness) được định nghĩa là "tính chính xác và đầy đủ của các tác vụ người dùng trong khi sử dụng một hệ thống".
Trong khoa học quân sự, hiệu quả là một tiêu chí được sử dụng để đánh giá những thay đổi được xác định trong hệ thống mục tiêu, về hành vi, năng lực, hoặc tài sản của nó gắn liền với việc đạt được trạng thái kết thúc, đạt được mục tiêu hoặc tạo ra ảnh hưởng.

## Các thuật ngữ liên quan
Công hiệu, hiệu suất và ảnh hưởng là những thuật ngữ, trong một số trường hợp, có thể hoán đổi cho nhau bằng thuật ngữ hiệu quả. Từ có hiệu quả đôi khi được sử dụng theo cách định lượng, "rất hiệu quả hoặc không hiệu quả lắm". Tuy nhiên, hiệu quả, không cho biết chiều hướng (tích cực hoặc tiêu cực) và so sánh với một tiêu chuẩn của các hiệu ứng nhất định. Công hiệu, mặt khác, là mức độ mà một hiệu ứng mong muốn đạt được; khả năng tạo ra một lượng mong muốn của hiệu quả mong muốn, hoặc thành công trong việc đạt được một mục tiêu nhất định. Trái ngược với  thuật ngữ hiệu suất, trọng tâm của hiệu quả là thành tựu như vậy, không phải là các nguồn lực đã dành để đạt được thành quả mong muốn. Vì vậy, những gì hiệu quả không nhất thiết phải có công hiệu, và công hiệu không nhất thiết phải có hiệu suất.
Các từ đồng nghĩa với hiệu quả bao gồm: ảnh hưởng, có khả năng, thành công, trọng lượng, hiệu suất. Trái ngược với hiệu quả là: vô dụng, thiếu hiệu quả. Nói đơn giản, hiệu quả có nghĩa là kết quả và hiệu suất là sản lượng đầu ra.